# زیردریایی ای۲۶
زیردریایی ای۲۶ (به انگلیسی: A26 submarine) یک زیردریایی است که طول آن ۶۳ متر (۲۰۶ فوت ۸ اینچ) می‌باشد.